# كاترينا بيسيتسكي
كاترينا "كاتيا" بيسيتسكي (بالعبرية: Катераина "Катя" Ивгания Писецки) هي لاعبة جمباز إيقاعي إسرائيلية أوكرانية المولد شاركت في الألعاب الأولمبية لعامي 2004 و2008.

## نشأتها
ولدت كاترينا بيسيتسكي ييكاتيرينا يفغينييفنا بيسيتسكايا (الأوكرانية: Катераина Эвгенивна Писецька، الروسية: Екатeriна Евгеньевна Писецкая) في 26 فبراير 1986 في زابوريزهيا، جمهورية أوكرانيا الاشتراكية السوفياتية، الاتحاد السوفيتي لوالدين يفغيني وتاتيانا. وهي يهودية.
قام والدا بيسيتسكي بتسجيلها في الجمباز الإيقاعي عندما كان عمرها 6 سنوات. تدربت لأول مرة مع سفيتلانا زاخاروفا في نادي "بريز". عندما انتقلت زاخاروفا إلى ألمانيا، أصرت على ذهاب بيسيتسكي إلى ليودميلا كوفاليك، التي كانت أول مدربة لأوكسانا سكالدينا، بطلة العالم السابقة والحاصلة على الميدالية الأولمبية.